# Національний столичний регіон (Філіппіни)
Національний столичний регіон (тагал. Kalakhang Maynila, Kamaynilaan, англ. National Capital Region, (NCR)) або Манільська агломерація (тагал. Pambansang Punong Rehiyon, англ. Metropolitan Manila) — один з 17 регіонів і найбільша агломерація Філіппін, що охоплює місто Маніла з містами, що його оточують. Регіон є політичним, економічним, громадським, культурним та освітнім центром Філіппін.
Регіон був утворений у 1975 році указом Президента Філіппін № 824 у відповідь на потреби підтримки зростаючого населення та для створення центру політичної влади та резиденції уряду Філіппін. Провінція Маніла, попередник регіону, є однією з перших восьми провінцій, які повстали проти іспанського колоніального панування на Філіппінах наприкінці 19 століття. Роль Маніли в революції відзначена прапором Філіппін, де вісім сонячних променів символізують вісім революційних провінцій.

## Парки

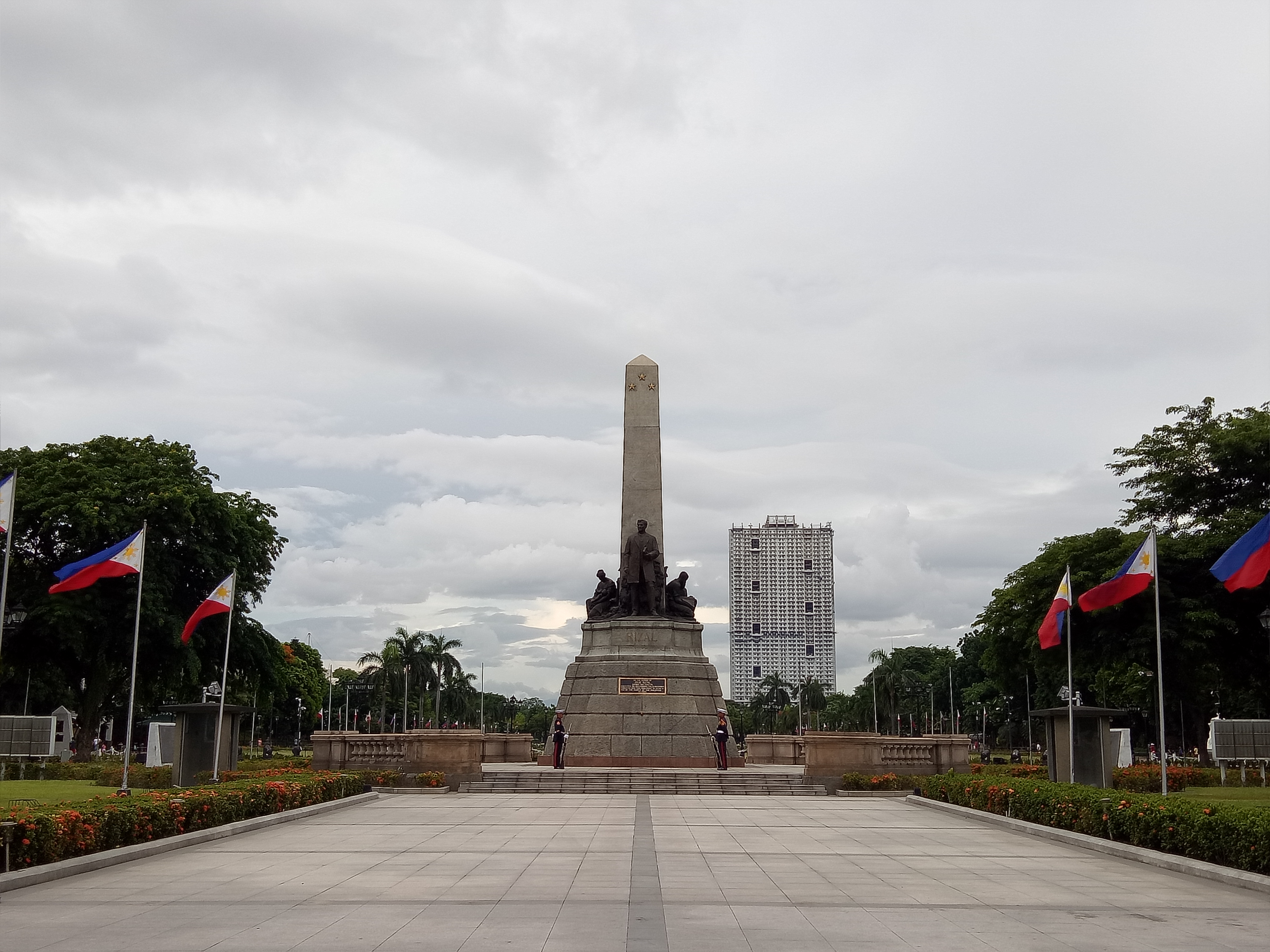
Парк Хосе Рісаль. Парк названий на честь національного героя та поета Філіппін Хосе Рісаля.

У Манільській агломерації є чотири національні парки. Це парк Різал, парк Пако та форт Сантьяго в місті Маніла та національний парк Кесон Меморіал у Кесон-Сіті. Парком Різал і парком Пако керує Комітет національних парків і розвитку (NPDC). Тристороння угода між урядом Кесон-Сіті, Національним історичним інститутом та NPDC передала управління Меморіальним національним парком Кесона уряду Кесон-Сіті. У регіоні також є три охоронювані території, а саме парк Різал, парки та дикої природи Ніной Акіно та пляжний курорт Маніла-Бей. 
Манільський зоопарк – найстаріший зоопарк в Азії, заснований у 1959 році. У ньому проживає понад тисячу тварин з різних 90 видів, включаючи 40-річного слона Малі. Щотижня зоопарк відвідує в середньому 4000 відвідувачів. Щомісяця зоопарк відвідує близько 40 000 туристів.

## Демографія

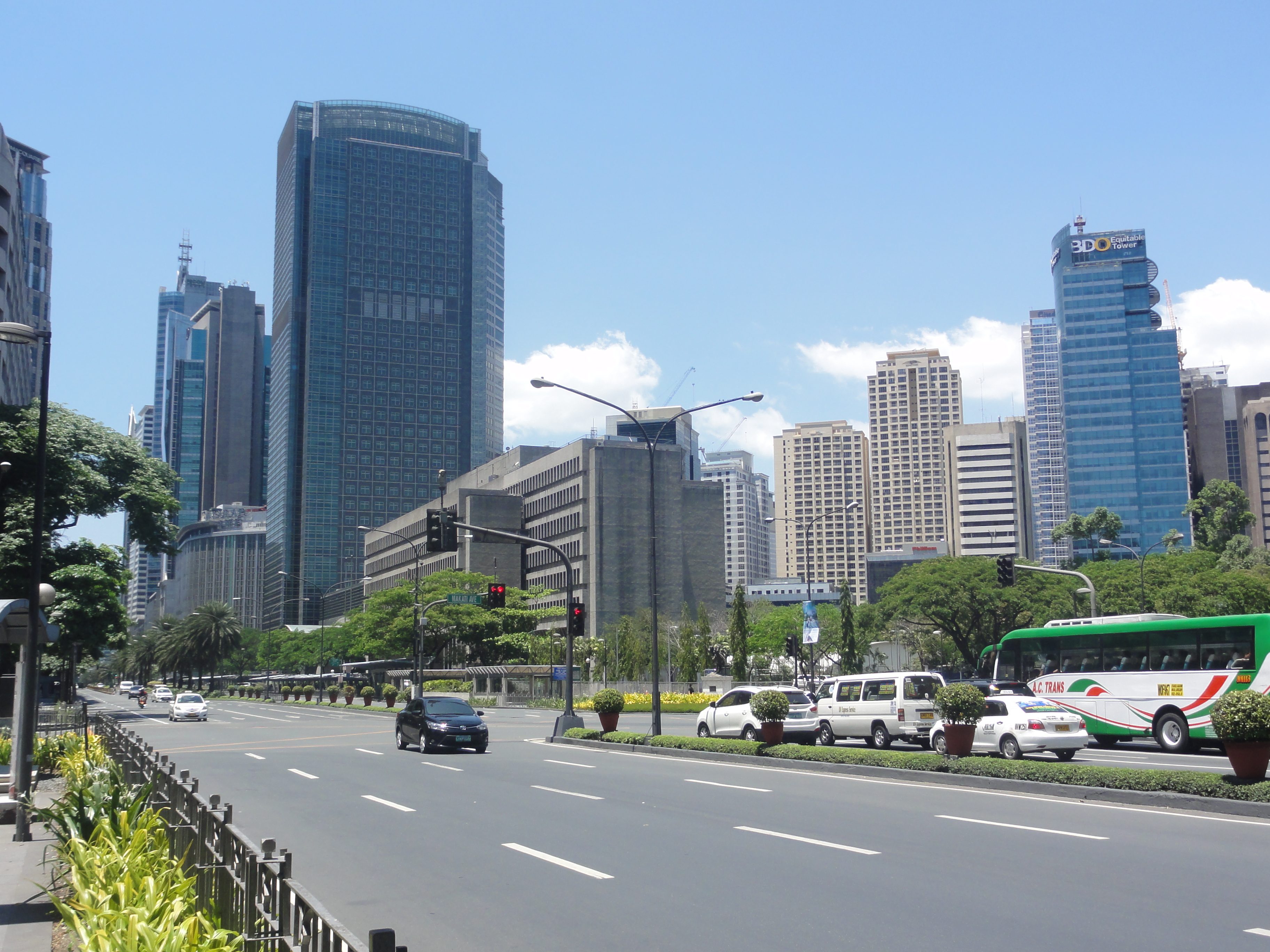
Айяла-авеню, діловий район Макаті

Згідно з національним переписом населення 2020 року, населення Національного столичного регіону становить 13 484 462 особи. Його загальна міська територія, що складається з міської агломерації, яка належить до безперервної міської експансії Маніли до провінцій Булакан, Кавіте, Лагуна і Батангас, налічує приблизно 24 100 000 населення станом на 2015 рік. Це другий за чисельністю населення (після Калабарсона) і найбільш густонаселений регіон на Філіппінах, 7-й за чисельністю населення столичний район в Азії та 3-й за чисельністю населення міський район у світі. 

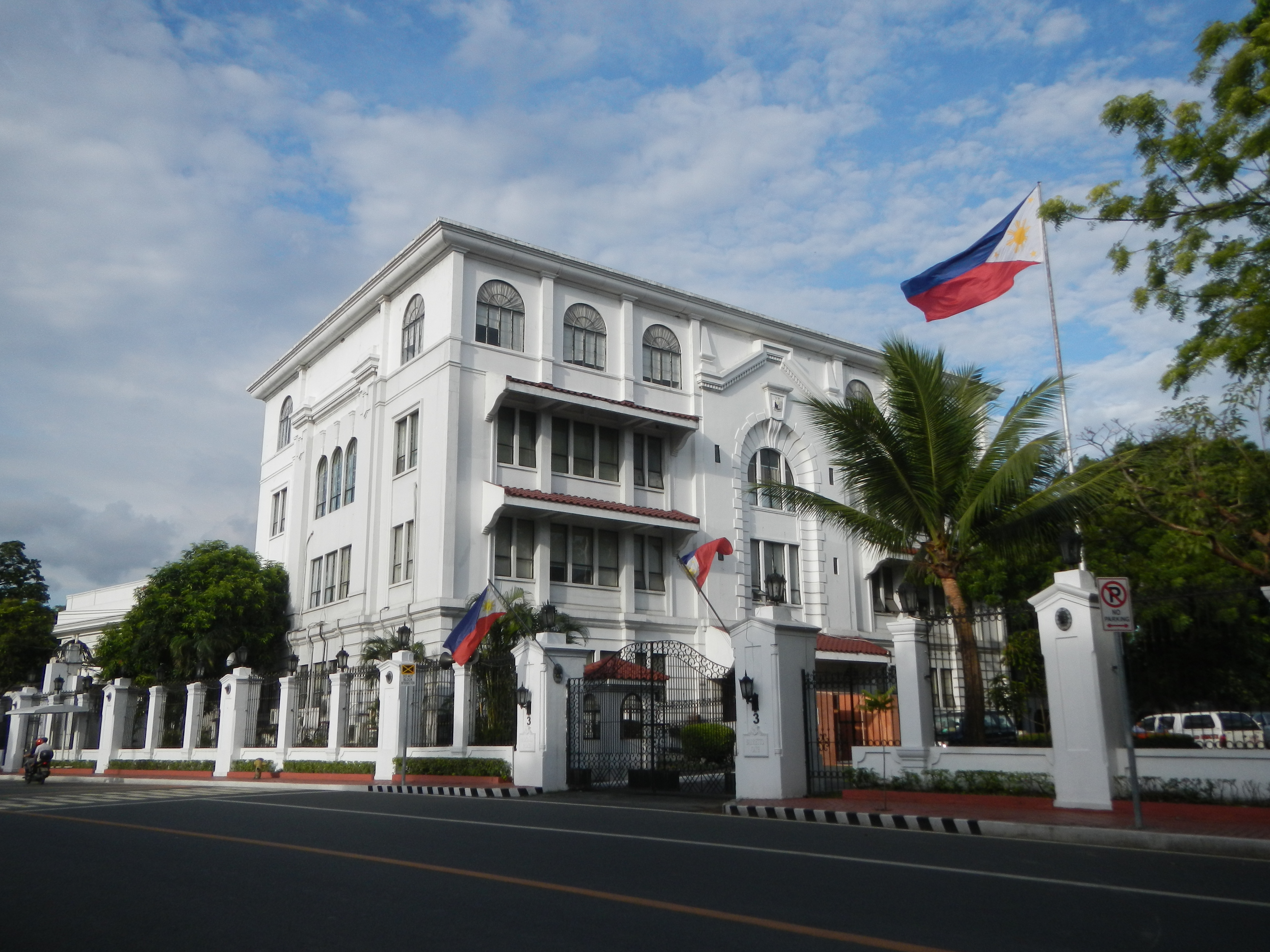
Малаканьянг - резиденція Президента Філіппін

Найбільш густонаселені міста в Манільській агломерації – Кесон-Сіті (2 960 048), Маніла (1 846 513), Калоокан (1 661 584), Тагіг (886 722), Пасіг (803 159), Валенсуела (714 978), Параньяке (689,992) (629 616), Макаті (629,616) та Мунтінлупа (543 445).  

## Географія
Розташований у центральній частині острова Лусон на перешийку між затокою Маніли на заході і озером Лагуна-де-Бай на південному сході, які з'єднуються з річкою Пасіг. Регіон межує з провінцією Булакан на півночі, провінцією Рісаль на сході, провінціями Лагуна і Кавіте на півдні. Площа регіону становить 620 км2.
Манільська міська агломерація — найбільша в країні і 11-та у світі за чисельністю населення. З населенням 12 877 253 осіб (перепис 2015 року) агломерація посідає перше місце як агломерація, і 2-е як регіон за чисельністю населення серед інших відповідно агломерацій та регіонів Філіппін. Населення агломерації становить 13% від загального населення країни.

## Релігія

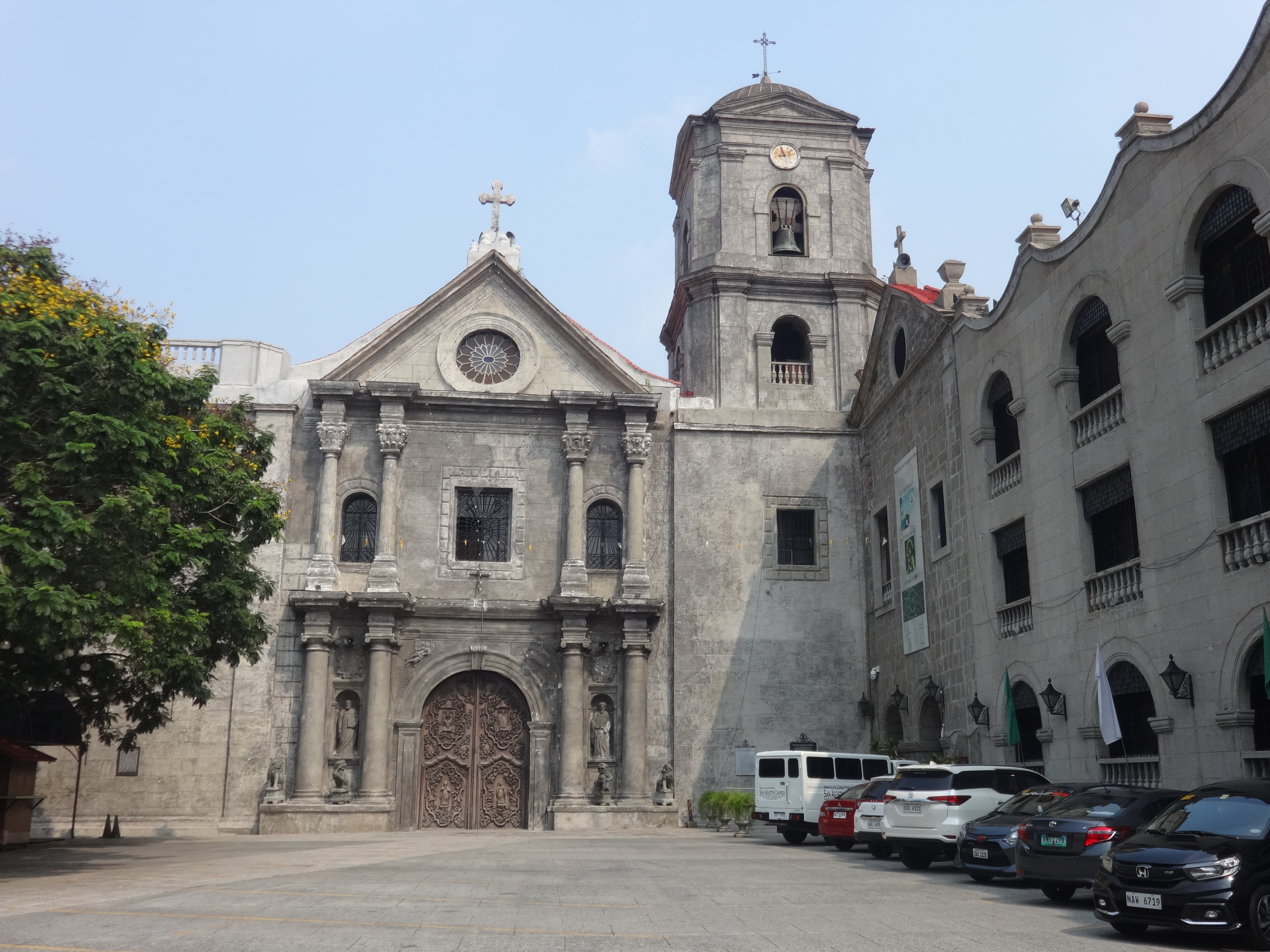
Церква святого Августина

Католицька церква є переважаючою в Манільській агломерації. Інші християнські конфесії, мусульмани та атеїсти становлять меншість. Серед найбільш важливих релігійних об'єктів у регіоні є Манільський собор, церква Сан-Себастьяна (Маніла), церква Тондо, церква Сан-Агустіна (Маніла), церква Квіапо та церква Бакларан. 

## Безпека

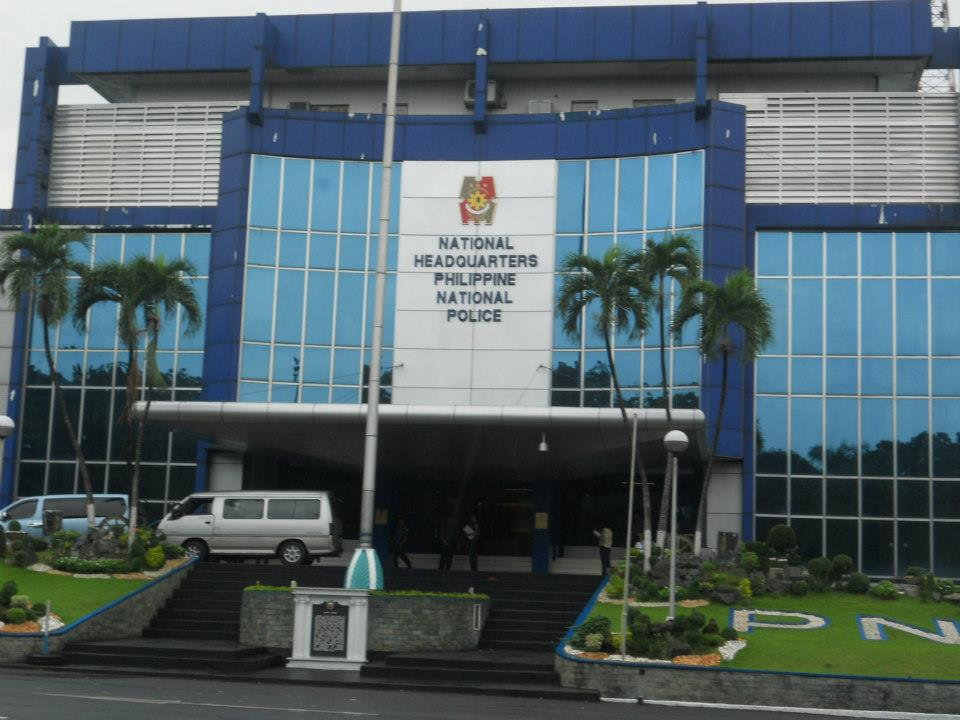
Camp General Rafael T. Crame — штаб-квартира національної поліції Філіппін

Національна поліція Філіппін відповідає за забезпечення правопорядку в країні. Національне управління поліції столичного регіону (НКРПО) є регіональним відділенням, що діє в регіоні. Під наглядом NCRPO, метро Маніла поділено на п'ять поліцейських округів. П'ять поліцейських округів: Північний поліцейський округ, Східний поліцейський округ, Південний поліцейський округ і поліцейський округ Кесон-Сіті. 

## Охорона здоров'я
Охорона здоров’я Манільської агломерації переважно надається приватними корпораціями. 72% лікарень області є приватними. Станом на 2009 рік в області налічується 179 лікарень. У Кесон-Сіті найбільше лікарень, а у Валенсуелі та Патеросі їх немає. 2008 року державні медичні працівники в NCR складалися з 590 лікарів, 498 стоматологів, 4 576 медсестер і 17 437 акушерок. Крім того Манільська агломерація має 27 779 ліжок із співвідношенням 2,47 на 1000 населення станом на 2008 рік. В області найнижчий рівень недоїдання серед усіх регіонів країни.
Манільська агломерація визначена Міністерством охорони здоров’я як лідер медичного туризму, очікуючи, що воно приноситиме 1 мільярд доларів щорічного доходу. Проте відсутність прогресивної системи охорони здоров’я, інфраструктура та нестабільне політичне середовище розглядаються як перешкоди для її зростання. У рамках Філіппінської програми медичного туризму в Метро Манілі є 16 лікарень (приватних і державних) із загальною кількістю 6748 ліжок станом на 2013 рік.
На Північному проспекті в Кесон-Сіті розташовані відомі національні центри охорони здоров’я: Центр легенів Філіппін, Національний інститут нирки та трансплантації та Філіппінський центр серця. Інші національні спеціальні лікарні в Метро-Манілі включають Філіппінський ортопедичний центр у Кесон-Сіті та Національний центр психічного здоров'я в Мандалуйоні.  

## Інфраструктура

#### Дороги та автомагістралі

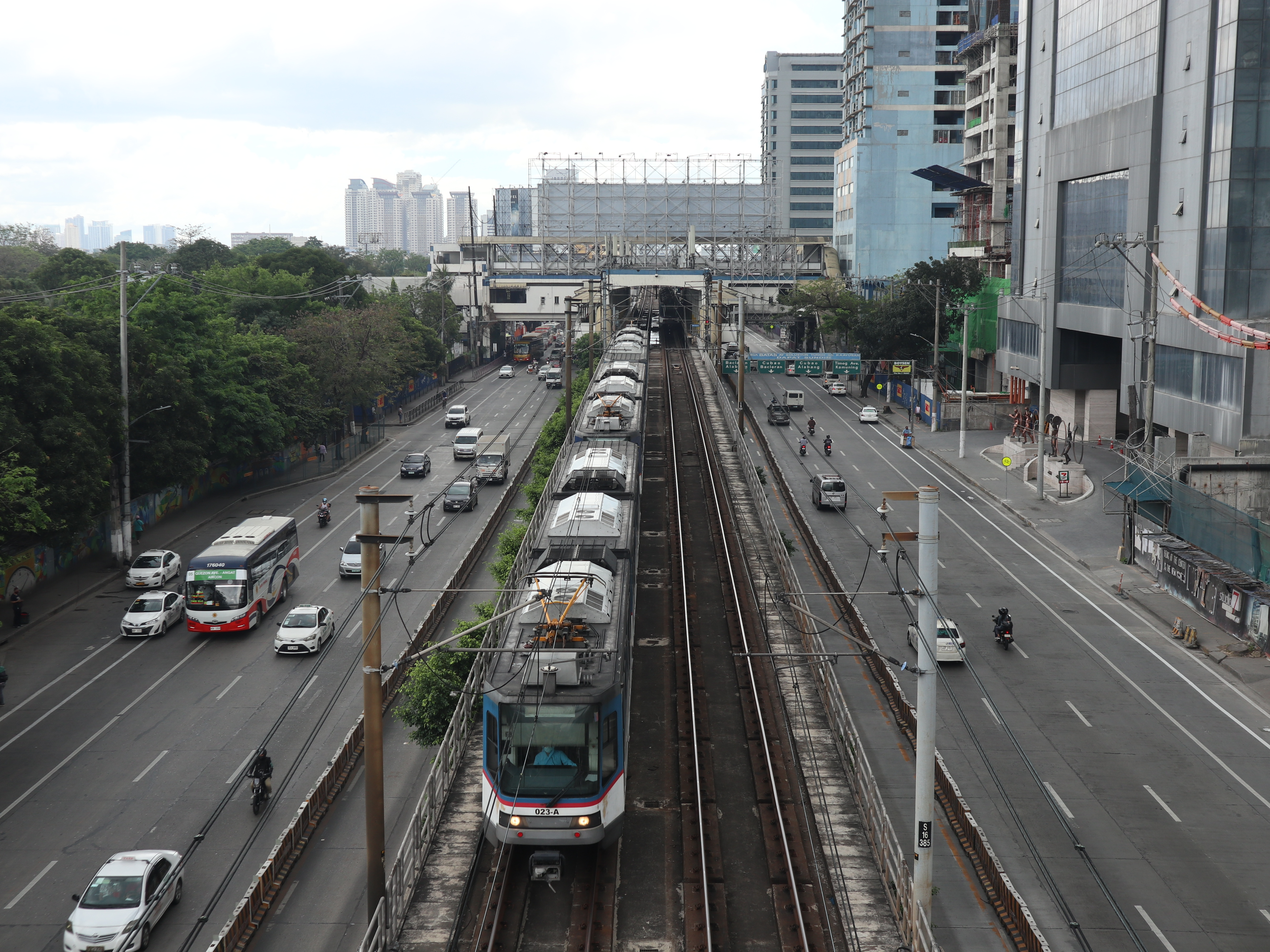
Окружна дорога 4

Дороги Метро Маніла побудовані навколо міста Маніла. Дороги поділяються на місцеві, національні або районні. Від міста відходять десять радіальних доріг. Крім того, навколо Маніли є п’ять окружних доріг, які утворюють серію концентричних напівкругових дуг. Окружні та радіальні дороги – це системи з’єднаних між собою доріг, мостів і автомобільних доріг. Проблемою з окружними дорогами є відсутність дорожнього сполучення. Це дороги, які ще не побудовані, щоб дати місце для забудови через швидку урбанізацію Метро Маніли. Мегаполіс вирішує цю проблему шляхом добудови відсутніх шляхових зв’язків або через будівництво роз’єднувальних доріг. 

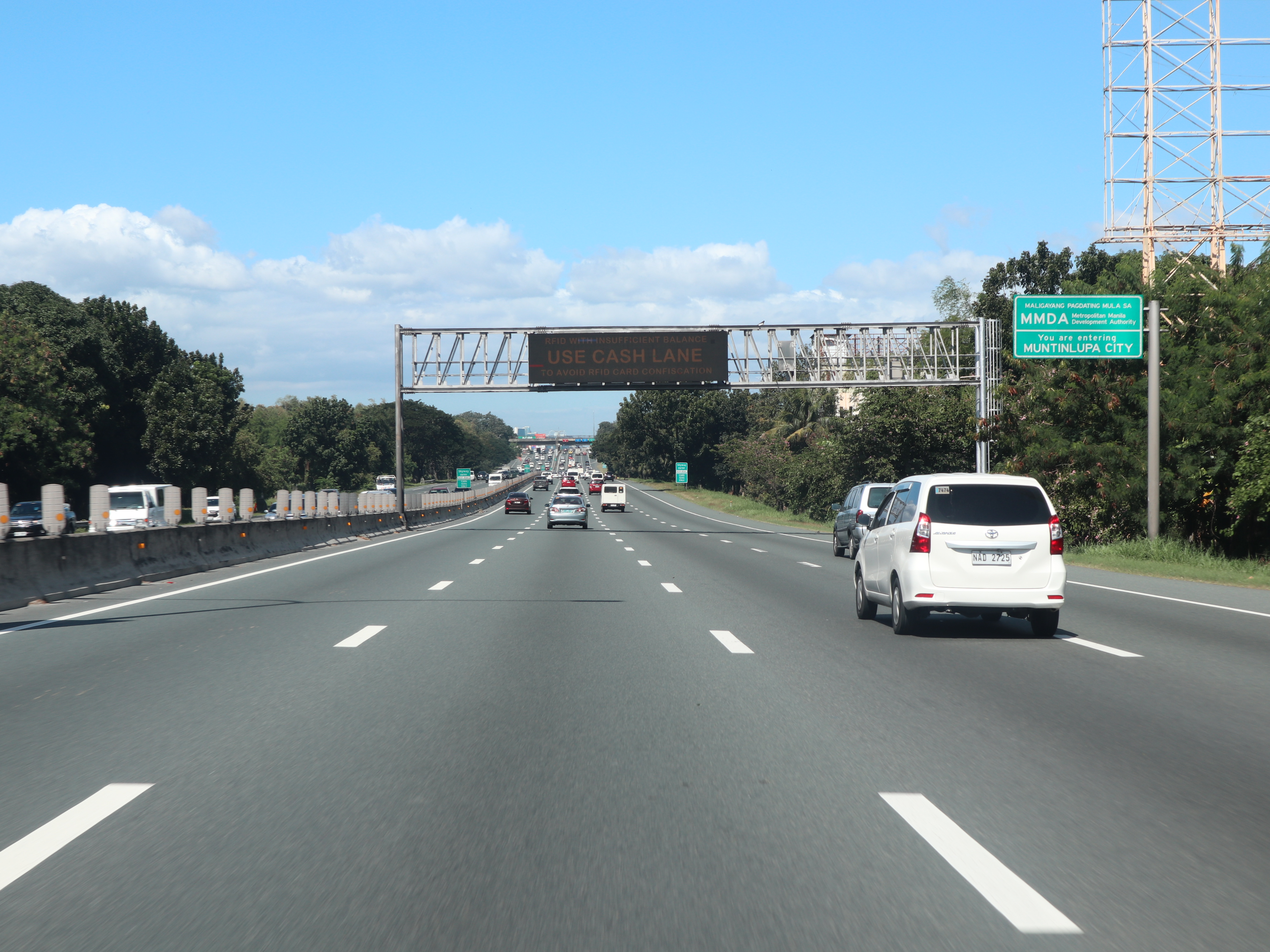
Частина швидкісної автомагістралі Південного Лусона, E2

Радіальна та окружна система доріг замінюються новою системою нумерації автомобільних доріг, впровадженою Департаментом благоустрою та автомобільних доріг, і з її впровадженням встановлюються нові знаки. Швидкім дорогам присвоюються номери з префіксом E. Національним дорогам присвоюються номери від 1 до 3 цифр, за винятком доріг загального користування третього рівня. 
Важливою окружною дорогою є Окружна дорога 4, основним компонентом якої є проспект Епіфаніо-де-лос-Сантос. Він проходить через міста Пасай, Макаті, Мандалуйонг, Кесон-Сіті та Калукан. Лінія 3 слідує за трасою EDSA, від Тафт-авеню в Пасаї до Калоокана, закінчується до того, як досягне Калукана. Окружна дорога 5 обслуговує людей поблизу регіональних кордонів Манільської агломерації, а також служить альтернативним маршрутом для Окружної дороги 4.

#### Залізниця
Залізничний транспорт у районі Великої Маніли є основною частиною транспортної системи Манільської агломерації та прилеглих районах. Він складається з системи легкорейкового транспорту Маніли, системи залізничного транспорту Манільського метро та приміської лінії метро PNR. Станом на 2021 рік три системи та чотири оперативні лінії разом мають 82 станції, що охоплюють загальну протяжність 113,3 км (70,4 миль). Мережа становить більшість діючих залізниць у країні і несе основний тягар забезпечення мегаполісу залізницею як швидшим альтернативним видом транспорту, крім автобусів і джипні. Однак цих систем наразі недостатньо для мегаполісу, який швидко розширюється. Для вирішення цієї проблеми будуються нові лінії та розширення ліній, які поширять систему далеко на сусідні регіони.

#### Повітря
Міжнародний аеропорт імені Ніноя Акіно (NAIA) є єдиним аеропортом і головним шлюзом у Національному столичному регіоні. Це найзавантаженіший аеропорт на Філіппінах. NAIA має чотири термінали: термінал 1, термінал 2 (який використовується суто Philippine Airlines), термінал 3 (найновіший і найбільший термінал аеропорту NAIA) і термінал 4 (також знаний як термінал внутрішніх пасажирів Маніли). Інший аеропорт, який обслуговує метро Манілі, - це Міжнародний аеропорт Кларка в Анхелес-Сіті, який розташований за 80 кілометрів (50 миль).